# María Isidra de Guzmán y de la Cerda
María Isidra de Guzmán y de la Cerda (31 octobre 1767 - 5 mars 1803) était une noble et savante espagnole. Elle est considérée comme la première femme à avoir reçu le prix du Philosophiæ doctor en Espagne.

## Vie
Elle était la fille de Diego Ventura de Guzmán y Fernández de Córdoba, 7e Marquis de Montealegre, 13e Comte d'Onate et María Isidra de la Cerda, 14 Duchesse de Najera, grandesse d'Espagne. Elle a reçu une exceptionnellement bonne éducation, et on l'a décrite comme l'enfant prodige du roi.
Elle a reçu une dispense royale spéciale de Charles III d'Espagne pour étudier à la faculté humaniste et littéraire de l'Université d'Alcalá, où elle a obtenu son diplôme en 1785 en tant que docteur en philosophie. Elle a été nommée professeur honoraire de philosophie à l'université et appelée Doctora de Alcala.
Elle a été élue membre honoraire de la Real Academia de la Historia et Real Academia Española, la première femme membre de la Real Sociedad Económica Matritense de Amigos del País (1784), et décorée de la Junta de Damas Nobles de Honor y Mérito et de la Orden de damas nobles de María Luisa .
En 1787, elle traduit Columella du latin.
En 1789, elle épouse Alfonso de Sousa, le 12e marquis de Guadalcázar (es), grand d'Espagne.

## Voir également
- María Pascuala Caro Sureda